# 疏花桤叶树
疏花桤叶树（学名：Clethra fabri var. laxiflora）为桤叶树科桤叶树属下的一个变种。

## 扩展阅读
- 維基物種上的相關：疏花桤叶树